# Новомихайлівка (Кропивницький район)
Новомиха́йлівка — село в Україні, у Долинській міській громаді Кропивницького району Кіровоградської області. Населення становить 124 осіб.

## Населення
Згідно з переписом УРСР 1989 року чисельність наявного населення села становила 134 особи, з яких 54 чоловіки та 80 жінок.
За переписом населення України 2001 року в селі мешкали 124 особи.

### Мова
Розподіл населення за рідною мовою за даними перепису 2001 року:
| Мова       | Відсоток |
| ---------- | -------- |
| українська | 97,58 %  |
| російська  | 2,42 %   |